# Manga bisignata
Manga bisignata là một loài bướm đêm trong họ Noctuidae.